# Prade
Prade so naselje v Slovenski Istri, ki upravno spada pod Mestno občino Koper. 
Ustanovljeno je bilo leta 1989 iz dela ozemlja naselja Bertoki. Leta 2020 je imelo 1270 prebivalcev. Kraj je opredeljen kot območje, kjer avtohtono živijo pripadniki italijanske narodne skupnosti in kjer je poleg slovenščine uradni jezik tudi italijanščina.

## Etimologija
Sedanje ime je naselje dobilo po italijanskem poimenovanju travnika, prato. Prato so se preimenovali v Prade.
V naselju stoji Osnovna šola Elvire Vatovec.